# Birgit Bergen

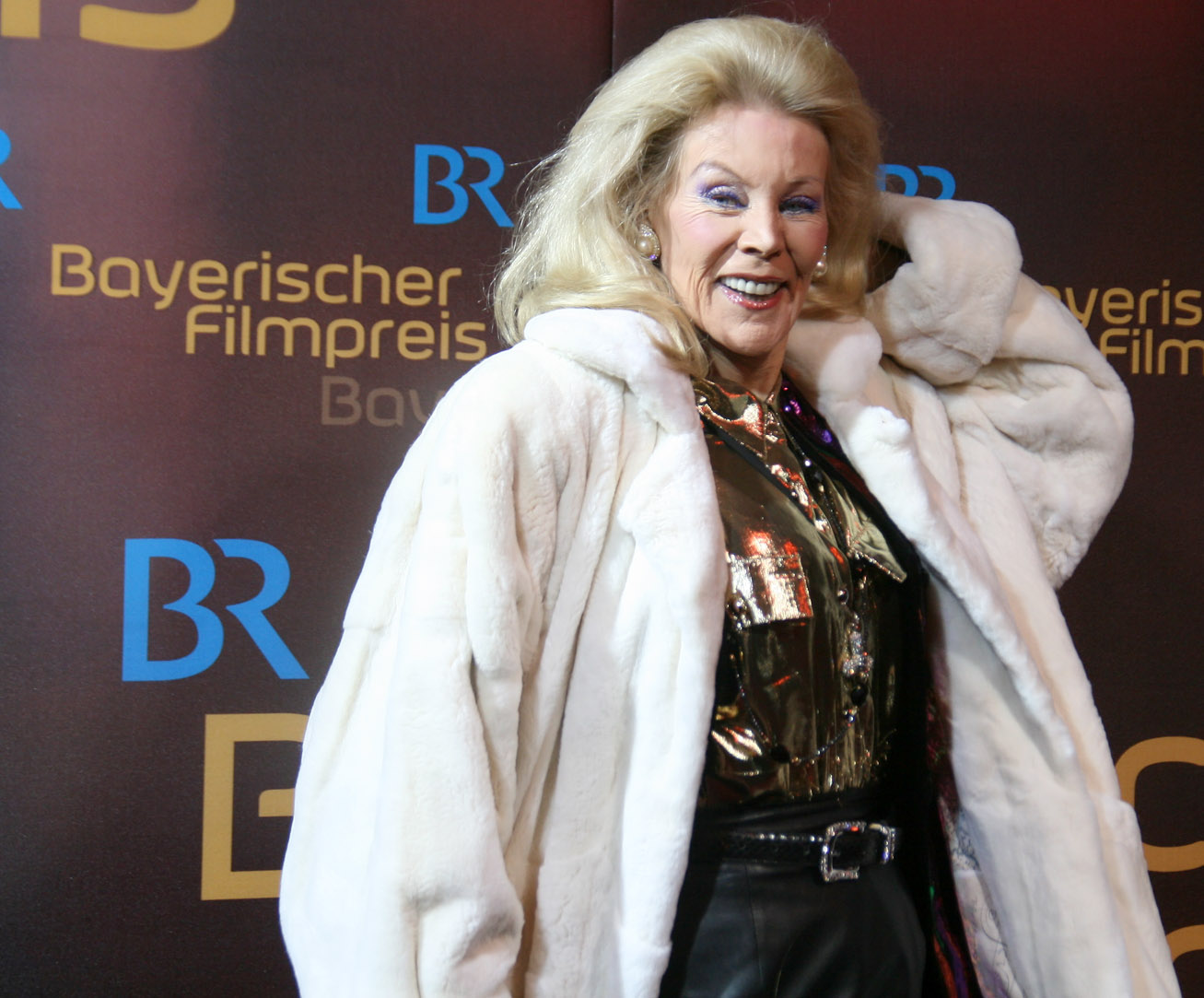
Birgit Bergen (2012)

Birgit Bergen (* 17. August 1938 in Kiel) ist eine deutsche ehemalige Schauspielerin.
Die Tochter eines Gerichtsvollziehers war bereits seit 1958 in verschiedenen Filmen zu sehen, darunter auch in einer namenlosen Nebenrolle in der Episode Geld von toten Kassierern der Krimiserie Der Kommissar. Zur Zeit der Sexwelle war sie eine vielbeschäftigte Darstellerin in Sexfilmen als Lebedame oder treulose Ehefrau wie in Liebesgrüße aus der Lederhose. Ihren letzten Auftritt hatte sie 1978 im Actionfilm Verstecktes Ziel als Dame im Zug.
1991 trat sie in einer Gastrolle der Fernsehreihe Ehen vor Gericht auf.

## Filmografie
- 1958: Nackt wie Gott sie schuf
- 1959: Laß mich am Sonntag nicht allein
- 1960: Das hab’ ich in Paris gelernt
- 1961: Lebensborn
- 1961: Bei Pichler stimmt die Kasse nicht
- 1961: Blond muß man sein auf Capri
- 1962: Germanicus in der Unterwelt (Maciste contro i mostri)
- 1963: Saintes nitouches
- 1963: Ein Sheriff für den Sarg (TV)
- 1966: Der Würger vom Tower
- 1969: Geld von toten Kassierern (TV-Serie Der Kommissar)
- 1972: Laß jucken, Kumpel
- 1972: Semmel, Wurst und Birkenwasser – Die liebestollen Handwerker
- 1973: Die Stoßburg – Wenn nachts die Keuschheitsgürtel klappern
- 1973: Oktoberfest! Da kann man fest...
- 1973: Liebesgrüße aus der Lederhose
- 1973: Eine Armee Gretchen
- 1973: Junge Mädchen mögen’s heiß, Hausfrauen noch heißer
- 1973: Liebesjagd durch 7 Betten
- 1974: Wo der Wildbach durch das Höschen rauscht – Witwen-Report
- 1974: Liebesgrüße aus der Lederhose 2. Teil: Zwei Kumpel auf der Alm
- 1975: Champagner aus dem Knobelbecher
- 1977: Johnny West
- 1978: Verstecktes Ziel (Brass Target)
- 1991: Ehen vor Gericht (TV-Serie)